# Guillaume Long
Cet article concerne l'auteur de bandes dessinées. Pour l'homme politique équatorien, voir Guillaume Long (homme politique). Pour les autres significations, voir Long.
Guillaume Long, né le 3 septembre 1977 à Genève (canton de Genève), est un auteur de bandes dessinées, auteur illustrateur et auteur d'ouvrages jeunesse français.

## Biographie
Guillaume Long est né le 3 septembre 1977 à Genève (canton de Genève). Il a étudié à l'École des Beaux-Arts de Saint-Étienne, d'où il sort diplômé en 2002.
Il est depuis lors auteur en bande dessinée, notamment avec sa série À boire et à manger. Guillaume Long travaille par ailleurs beaucoup  en presse jeunesse, notamment avec la série Tétine Man avec en scénariste Christophe Nicolas, ou encore avec Simone se bastonne, qu'Anne Schmauch lui scénarise et dont le 1er opus est publié par BD Kids en juin 2023,.
Il tient jusqu'à fin 2018 dans Lyon Capitale une chronique bd culinaire sur les restaurants lyonnais, chronique qu'il reprend à la fin 2019,.
Il réédite en 2019 Une sardine à la mer chez Ici même Éditions ses 2 premiers livres complétés par une histoire inédite, via une campagne de crowdfunding réunissant près de 27 000 euros contre 6 000 initialement visés,.
Guillaume Long tient par ailleurs depuis 2017 une rubrique dessinée Tcheetos dans le magazine Phosphore. En est tiré un livre recueillant ces planches, publié en mai 2022 chez Bayard.
Il fait partie en novembre 2020 des premiers auteurs de la maison d'édition Exemplaire, créée par Lisa Mandel, fondée sur le financement participatif : son projet d'Abécédaire délicieux récolte plus de 30 000 € de contributions, et le livre est publié à l'automne 2021,.
En mai 2025, il est l'invité d'honneur au Festival BDFIL de Lausanne, qui lui consacre une vaste exposition rétrospective intitulée « La recette Guillaume Long »,.

### Blog et LivresÀ Boire et à manger(ABAM)
Il démarre en 2009 son blog BD dédié à la cuisine À boire et à manger, inspiré notamment de celui de Marion Montaigne Tu mourras moins bête.

« Quand j’ai commencé le blog en 2009, j’avais deux lignes de conduite : donner envie aux gens de bien manger, et leur montrer que se faire à manger c’est facile, puisque moi j’y arrive. »

Il adapte ce blog en plusieurs volumes aux Éditions Gallimard, dont un quatrième tome hors collection avec Sonia Ezgulian. Les albums de la série sont publiés en intégrale fin 2021. Le cinquième volume L'eau à la bouche sort en octobre 2024, toujours chez Gallimard.
La série est par ailleurs traduite en plusieurs langues, notamment publiée en espagnol par les Ediciones Sinsentido, en allemand par la maison d'édition Carlsen Verlag, en Italie par l'éditeur BD BAO Publishing et plus récemment aux États-Unis par Lion Forge en janvier 2019  puis Oni Press en album papier en février 2020.

## Publications

### SérieTétine Man, avec Christophe Nicolas
- Tétine Man, Didier Jeunesse, 2010.
- Tétine Man est le plus fort, Didier Jeunesse, 2011.
- Tétine Man n'a peur de rien, Didier Jeunesse, 2012.
- Tétine Man vous salue bien, Didier Jeunesse, 2016.
- Tétine Man version enrichie, Didier Jeunesse, intégrale, octobre 2020.

### SérieÀ boire et à manger
- À boire et à manger, volume 1, Gallimard, 2012  (ISBN 9782070642687)
- À boire et à manger, volume 2 : Les pieds dans le plat, Gallimard, 2012  (ISBN 9782070649839)[22]
- À boire et à manger, volume 3 : Du pain sur la planche, Gallimard, 2015  (ISBN 9782070660926)
- À boire et à manger, volume 4 : Avec Sonia Ezgulian, Gallimard, 2017  (ISBN 978-2-07-507868-9)[23],[24]
- À boire et à manger : Intégrale, Gallimard, octobre 2021  (ISBN 978-2-075-16341-5)[16].
- À boire et à manger, volume 5 : L'eau à la bouche, Gallimard, octobre 2024  (ISBN 978-2-075-15299-0)152990.

### Autres publications
- Hin! Hin!, Editions MeMyself, 2001.
- Quentin et les étoiles magiques (avec Nathalie Gros), Editions Alice Jeunesse, 2001.
- Comme un poisson dans l'huile, Vertige Graphic, 2002.
- Les sardines sont cuites, Vertige Graphic, 2003[25].
- Swimming poule mouillée, La Joie de lire, Collection Somnambule, 2003.
- L'imagier de Guillaume, La Joie de lire, 2005.
- Anatomie de l'éponge, Vertige Graphic, 2006.
- Le grand méchant huit, La Joie de lire, Collection Somnambule, 2006.
- La cellule, Editeur KSTR (Casterman), coscénarisé avec Fabienne Costes, 2008.
- Plâtatras!, La Joie de lire, Collection Somnambule, 2009.
- 101 bonnes raisons de se réjouir de lire, La Joie de Lire, Collection 101 bonnes raisons de se réjouir de..., 2009 ; réédition août 2024
- La fabuleuse méthode de lecture du Professeur Tagada, avec Christophe Nicolas, Didier Jeunesse, 2013.
- Boissons et séduction, avec Ophélie Neiman, Tapas, 2014.
- L'Enfance de l'art, Ici même, 2014.
- Les enquêtes gastronomiques à Lyon, ave Guillaume Lamy, Lyon Capitale, 2017.
- Mystère et chocolat avec Jean Alessandrini, J'aime lire, Bayard, 2017.
- Le mégatruc, avec Céline Claire, J'aime lire, Bayard, 2017.
- Le grand méchant huit, Éditions La Joie de Lire, janvier 2019.
- Une sardine à la mer, Ici même Editions, mai 2019.
- Simone se bastonne, avec Anne Schmauch, Milan Editions, juin 2020.
- Marcel, chou de Bruxelles: La terreur du bac à légumes, avec Nicolas Béghain, Editions Philippe Auzou, mai 2021.
- L'Abécédaire délicieux, éditions Exemplaire, novembre 2021, préface de François-Régis Gaudry
- Simone se bastonne Tome 1 - Cartables et crustacés, avec Anne Schmauch, Bayard, juin 2023

### Participations
- Pax ! - Savoir vivre ensemble à l'école, Collectif, Jeune Chambre Economique de Genève, 2006.
- Axolot, tome 1, scénario de Patrick Baud, segments 5 arbres hors du commun, Delcourt, 2014
- Axolot, tome 3, scénario de Patrick Baud, segments 4 histoires hors du commun, Delcourt, 2016
- L’été de mes 17 ans, Bayard Graphic’, 2023

## Prix et distinctions
- 2002 : « Prix de l'originalité » au Concours Hommage à Rodolphe Töpffer[26]
- 2003 : Prix Rodolphe-Töpffer pour son livre Les Sardines sont cuites, Ed. Vertige Graphic.
- 2011 : Parrain du 7e FestiBlog (Festival des blogs BD)
- 2013 : Prix Bernard Versele, catégorie 2 chouettes, pour Tétine Man[27], avec Christophe Nicolas[28]